# Lantalba
Lantalba (Barcelona, 18 de diciembre de 1980) es el nombre artístico de la cantante, compositora, músico, productora, actriz española Alba Gárate, antes conocida como Lantana.

## Biografía
Nació en Barcelona y a los pocos años se trasladaría a vivir con su familia a Málaga, transcurriendo allí su infancia y su adolescencia. Empezó pronto a componer «Empecé a componer en el autobús del colegio. Los días lluviosos me sentaba junto a la ventana e inventaba canciones». A los 13 años es ya la vocalista de una banda funk local , al año siguiente es la cantante de una banda Heavy, a la vez trabaja como cantante de orquesta y de piano-bar en la Costa del Sol y de presentadora en un karaoke. Más adelante formaría y dirigiría un trío de Jazz. A los 19 años se traslada a Madrid para estudiar interpretación. Las clases y los casting los compagina con trabajos como cantante de Jazz en diversos locales de la capital. En ese periodo abandona las versiones y recupera la guitarra y la composición.

### Trayectoria profesional
Raúl Quílez empieza a producirle las primeras maquetas con canciones originales. Pronto empezarán a dar conciertos en salas como el Búho Real.  En 2006 firma contrato con EMI/Virgin y EMI Publishing Spain.
Alba Gárate (Lantalba) actúa y pone música en una serie de cortometrajes, dándose a conocer como actriz con un pequeño papel en AzulOscuroCasiNegro de Daniel Sánchez Arévalo y con la canción original de la banda sonora de la película que compone y canta: "Imaginarte". Esta canción fue nominada como "Mejor Canción Original" en Premios Goya.
Lantalba y Bebe comparten mánager y compañía discográfica durante una temporada. Lantalba telonea a Bebe y a Nena Daconte en 2006, año en el que es editado su primer trabajo, el EP Lantana (EMI-Virgin), además graba una versión de "La Canción de Sally" (Pesadilla antes de Navidad, de Tim Burton).
Es en 2007 cuando se edita su primer LP con producción de Suso Saiz bajo el nombre de "Desorden y amor". A pesar de la escasa promoción del disco llega a circuitos más o menos alternativos y llega a ser nominada por los espectadores de la MTV como "Mejor artista revelación de España de 2007" en los MTV New Sounds Of Europe 2007.  La crítica especializada lo define como "pop sentimental a raudales". En ese mismo año, la banda de electrónica Hotel Persona, formada por Stefan Olsdal (Placebo) y David Amén, hace un remix del primer sencillo de "Desorden y amor": "Siempre", su canción más reconocible hasta el momento. Posteriormente, se publica como segundo sencillo del disco la canción "Melancolía". Lantalba es Nominada en 2008 como "Artista Revelación" en los Premios de la Música española y actúa en directo en la Gala junto a Conchita.
En 2008 colabora grabando un dueto con la cantautora Tiza, "Estupibilidad", incluido en el disco de esta última "Balance". En septiembre del mismo año, Alba recibe la invitación de los hermanos Campillo para cantar con ellos Manuel Raquel, en un concierto celebrado en el Anfiteatro de Mérida junto a numerosos amigos y artistas de primer nivel nacional, con el que conmemorar el vigésimo aniversario de Tam Tam Go! Una velada que se editó al año siguiente en "Bolero Incendiado", que se publicó en formato digipack de lujo con CD + DVD.
Tras un tiempo de reflexión, vivencias y silencios musicales decide marchar a Londres para grabar su segundo disco de estudio en mayo de 2009, en un proceso pausado y laborioso de creación y composición. Lantalba retorna a la escena nacional en otoño de 2010 con Ex-corazón, su nuevo trabajo discográfico auto editado por su propio sello discográfico, Rubie Music, y producido por Dimitri Tikovoi  (Placebo, The Horrors). Con este CD Lantalba marca una nueva etapa con aires renovados, un sonido más electrónico que deja de lado las cuerdas de Desorden y Amor y que, según ella, se acerca cada vez más a ese sonido "Lantalba" que andaba buscando definir. Ex-Corazón pasa a ocupar los primeros puestos en la lista ventas digitales en iTunes en España a pocas horas de ser publicado. De este segundo disco, se extraen los sencillos "Ex-Corazón" y "Perfecto", con sus respectivos videoclips. El vídeo "Perfecto" es nominado en el 7º Certamen de Videoclips en la semana de cine del Festival de Medina del Campo, patrocinado por Radio 3.
Paralelamente al período de maduración del segundo trabajo discográfico, en febrero de 2010 se embarca en un proyecto independiente y paralelo al de Lantalba, al cual denominó "Primavera en Helsinki". Junto a la chelista y corista Alba Martín, presentaron en la sala Búho Real, de Madrid, canciones de la autoría de Gárate, sencillas y minimalistas, con teclados y chelo o guitarra acústica y chelo.
Durante la promoción de Ex-Corazón, Lantalba estuvo inmersa en una gira con la que recorrió las salas más emblemáticas del país, presentando sus nuevas canciones en distintos formatos, ya sea con su banda (presencial en los grandes conciertos, o bien a través de la emisión del sonido de los diferentes instrumentos contenidos en un iPhone para los espacios reducidos) o en acústico. En el concierto de presentación del disco, en la sala La Boite de Madrid, colaboró Stefan Olsdal.
En 2011 vuelve al cine en la película "El vuelo del tren" de Paco Torres, en la que Alba trabaja como actriz, además de componer la BSO: "Vuela" (canción conocida también como "Ojalá", el título original). En diciembre de este mismo año, dicho tema decide ponerlo a la venta a través de la página Bandcamp, cuyos beneficios fueron destinados a la campaña “Risas de Emergencia” de la Fundación Theodora.
Durante el mismo año, una de las canciones de su primer álbum empieza a sonar en la telenovela argentina El elegido. Se trata del tema "Frágil".
El 7 de junio de 2011, Lantalba publica exclusivamente a través de iTunes un disco de remixes del tema "Ex-Corazón", en el que participan tanto músicos profesionales (Nacho Canut, de Fangoria, u Orison), como otros amateurs que participaron previamente en un concurso para el canal de televisión Sol Música: Sílica Gel (remix ganador), Authorities2829 o Miguel Moreno entre otros. El remix de Orison llega al nª 6 de ventas en iTunes en España, mientras que el de Nacho Canut tiene su propio videoclip.[cita requerida]
En 2012, Lantalba cuelga en su cuenta de Bandcamp una particular e inquietante versión de la canción "Estoy Bailando", de las italianas Hermanas Goggi, tema de 1978, cover producida por Raúl Quilez y que grabó en unos estudios de Madrid, durante el proceso de grabación del último trabajo discográfico de la cantautora.
Además, su tema "Amapola Blanca" (incluido en Ex-Corazón) es la banda sonora del corto No hay nadie de José Luis Velázquez y Jorge Dopacio. Por otra parte, se publica el libro de autoayuda 'Un Regalo Prodigioso', escrito por Daniel de la Peña, que incluye una entrevista con la cantante. 
A finales de mayo de 2012 sale a la venta el disco debut en solitario de 'Betty y La Cuarta Pared', la que fuera vocalista del ya desaparecido grupo 'Flores Raras'. En este álbum titulado 'Descalza' hay varias composiciones de Lantalba.
En febrero de 2013, la cantante y compositora hace saber a través de su página web que se encuentra ultimando la grabación de su próximo trabajo discográfico, un EP que llevará por título "El Encanto". Finalmente, las nuevas canciones de Lantalba salen a la venta en formato digital a través de Bandcamp el 1 de junio de 2013: Aquello del querer, Ruido, Desde que te fuiste y el hermoso vals El día de mi entierro a modo de broche final son los cuatro cortes que componen el nuevo EP de la artista, grabado en vivo, sin cortes, en UFO Studios (Berlín), masterizado en la capital alemana por Damian Press en Ginsberg Sound, y mezclado en Londres por Stefan Olsdal. Esta nueva era de Lantalba adquiere un sonido más minimalista y una dimensión y ambiente más cercano al romanticismo que cualquiera de sus anteriores trabajos de estudio. Bernd Sandner es el pianista y arreglista y Stefan Olsdal se encarga de los arreglos de bajo, guitarra y sintetizadores. Además es el propio Olsdal quien mezcla "El Encanto" (EP). En definitiva, se trata de un EP lleno de emoción, intensidad e imaginación. Se presenta como primer sencillo la canción Ruido, para la que se realiza un sencillo y efectista videoclip.
Después de tres años en Berlín, Lantalba regresa a principios de 2015 al panorama nacional con nuevo nombre artístico, Lantalba, presentando su tercer álbum “La chica de los ojos dorados”, grabado y producido en Londres por el sueco Stefan_Olsdal (Placebo, Fangoria), con letras de Alba y David Amén (Hotel Persona).
En 2020 una de sus canciones, "Amiga", está incluida en la banda sonora de Por H o por B (episodio 4)

## Estilo e influencias
Se reconoce una mezcla de estilos, donde lo electrónico y lo acústico se funde y convive con lo plenamente roquero y guitarrero. En una entrevista se declara admiradora de iconos clásicos de la música pop como Bauhaus, The Cure o Suzanne Vega y Tracy Chapma, The Arcade Fire, Anthony And The Jonsons y Rachel Yamagata. También es una fan de la música clásica. “Me persigue la cuerda, me encanta la música clásica, la llevo dentro. Tarareaba Tchaikovski por la calle”. Reconoce sentirse con Suso Saiz, el productor de su disco "Desorden y Amor" y uno de los más inquietos y novedosos músicos españoles, como alma gemelas en el sentido musical y que la visión y el sentimiento de Suso ante sus temas ha llegado a ayudarla en su comprensión de ellos.[cita requerida]

## Discografía
Álbumes de estudio
- 2017: Volátil (LP)
- 2016: La chica de los ojos dorados (LP)
- 2013: El encanto (EP)
- 2010: Ex-corazón (LP)
- 2007: Desorden y amor (LP)
- 2006: Lantana (EP)

Singles
- 2015: Quisiera
- 2013: La noche de los muertos vivientes
- 2012: Estoy bailando (Versión de Loretta y Daniela Goggi)

Remixes
- 2010: Ex-corazón (Remixes)
- 2007: Siempre (Remix por Hotel Persona: Stefan Olsdal y David Amen)

Bandas sonoras
- 2011: Ojalá (Vuela) (El Vuelo del Tren)
- 2006: Imaginarte (AzulOscuroCasiNegro)

## Composición de canciones para otros artistas
- 2014 Disco Dreaming" de la artista ucraniana Siia[22]
- 2012 Provócame, Primavera, No es por ti, Escarlata del disco Decalza de la artista española Betty y la cuarta pared[23]

## Producción para otros artistas
- 2014 Disco Dreaming" de la artista ucraniana Siia[22]

## Nominaciones
- 2008: Los Premios de La Música (Artista Revelación)
- 2007: Los Premios Goya (Mejor canción original en AzulOscuroCasiNegro)[24]
- 2007: Los Premios MTV_España
- 2007: Los Premios Televisión Española (Disco del Año)

## Colaboraciones con otros artistas
- 2008 XII Premios de la Música con Conchita
- 2008 Estupibilidad con Tiza
- 2009: Canta en directo en el Teatro romano de Mérida, por el XX aniversario de la banda de pop española Tam Tam Go!.[25]
- 2010: Se une a otros 20 artistas independientes españoles para un concierto benéfico de la Fundación Sur Mozambique, ayudando a crear escuelas de música en ese país.[26]

## Filmografía
| Cine       | Cine                                     | Cine             | Cine                                                           |
| Año        | Film                                     | Papel            | Notas                                                          |
| ---------- | ---------------------------------------- | ---------------- | -------------------------------------------------------------- |
| 2012       | No hay nadie                             |                  | Canción original "Amapola blanca"                              |
| 2011       | El vuelo del tren                        | Actriz           | Canción original "Vuela" ("Ojalá")                             |
| 2009       | Quiero estar el resto de mi vida contigo |                  | Canciones originales "Bonita día" y "En un sueño"              |
| 2008       | Furia                                    | Actriz           |                                                                |
| 2006       | Los planetas                             | Actriz           | Canción original Frágil                                        |
| 2006       | AzulOscuroCasiNegro                      | Actriz           | Canción original "Imaginarte" nominada a los Premios_Goya 2007 |
| 2006       | Proverbio chino                          | Actriz           | Cortometraje nominado a los Premios_Goya 2008                  |
| 2005       | Amiguisimas                              | Actriz           | Banda sonora y Canción original "Jo, que frío"                 |
| 2003       | Domingos                                 | Voz de mujer     |                                                                |
| Televisión |                                          |                  |                                                                |
| Año        | Título                                   | Papel            | Notas                                                          |
| 2011       | El elegido (Serie argentina)             |                  | Canción original "Frágil"                                      |
| 2004       | El comisario (Serie española)            | Actriz episódica |                                                                |